# Contraband (film)
Contraband är en amerikansk dramafilm från 2012 regisserad av Baltasar Kormákur med Mark Wahlberg i huvudrollen. Filmen är en nyinspelning av den isländska filmen Reykjavik-Rotterdam från 2008, där Kormákur spelade huvudrollen istället för att regissera. Filmen handlar om en säkerhetsvakt som överväger att återuppta sitt kriminella liv när en partner lockar med ett lukrativt förslag.

## Rollista (i urval)
- Mark Wahlberg – Chris Farraday
- Kate Beckinsale – Kate Farraday
- Caleb Landry Jones – Andy
- Giovanni Ribisi – Tim Briggs
- Ben Foster – Sebastian Abney
- Lukas Haas – Danny Raymer
- Diego Luna – Gonzalo
- J.K. Simmons – Captain
- Jaqueline Fleming – Jeanie
- Robert Wahlberg – John Bryce